# Ergué-Gabéric
Ergué-Gabéric är en kommun i departementet Finistère i regionen Bretagne i västra Frankrike. Kommunen ligger i kantonen Quimper 2e Canton som tillhör arrondissementet Quimper. År 2022 hade Ergué-Gabéric 8 576 invånare.

## Befolkningsutveckling
Antalet invånare i kommunen Ergué-Gabéric
Referens:INSEE